# Utah Championship
Het Utah Championship is een golftoernooi in de Verenigde Staten en maakt deel uit van de Web.com Tour. Het toernooi werd opgericht in 1990 en wordt sinds 1999 gespeeld op de Willow Creek Country Club in Sandy, Utah.
Het toernooi wordt gespeeld over vier dagen en na de tweede dag wordt de cut toegepast. Echter, het toernooi werd van 1990 tot 1996 gespeeld in drie dagen.

## Geschiedenis
In 1990 werd het toernooi opgericht als de Utah Classic en de eerste editie werd gewonnen door de Amerikaan John Daly. In 1997 en 1998 werd er geen toernooi gehouden.

## Golfbanen
Sinds de oprichting van dit toernooi werd het gespeeld op meerdere golfbanen in hun geschiedenis.
| Ja(a)r(en) | Golfbaan               | Par | Stad        | Info                                   |
| ---------- | ---------------------- | --- | ----------- | -------------------------------------- |
| 1990-1996  | Riverside Country Club | 72  | Provo, Utah |                                        |
| 1999-2006  | Willow Country Club    | 72  | Sandy, Utah | Baanrecord: 62 (Andres Gonzales, 2014) |
| 2007-      | Willow Country Club    | 71  | Sandy, Utah | Baanrecord: 62 (Andres Gonzales, 2014) |

## Winnaars
| Jaar                   | Winnaar                | Score                  | Score                  | Info                                                      |
| Ben Hogan Utah Classic | Ben Hogan Utah Classic | Ben Hogan Utah Classic | Ben Hogan Utah Classic | Ben Hogan Utah Classic                                    |
| ---------------------- | ---------------------- | ---------------------- | ---------------------- | --------------------------------------------------------- |
| 1990                   | John Daly              | 203                    | –13                    |                                                           |
| 1991                   | Ted Tryba              | 202                    | –14                    |                                                           |
| 1992                   | Jeff Woodland          | 202                    | –14                    |                                                           |
| Nike Utah Classic      |                        |                        |                        |                                                           |
| 1993                   | Sean Murphy po         | 204                    | –12                    | Won de play-off van Tommy Moore, Jim Carter en Curt Byrum |
| 1994                   | Chris Perry            | 205                    | –11                    |                                                           |
| 1995                   | Glen Hnatiuk po        | 203                    | –13                    | Won de play-off van Franklin Langham en Harry Rudolph     |
| 1996                   | Michael Christie       | 196                    | –20                    |                                                           |
| 1997                   | Geen toernooi          | Geen toernooi          | Geen toernooi          | Geen toernooi                                             |
| 1998                   | Geen toernooi          | Geen toernooi          | Geen toernooi          | Geen toernooi                                             |
| 1999                   | Carl Paulson           | 266                    | –22                    |                                                           |
| Buy.com Utah Classic   |                        |                        |                        |                                                           |
| 2000                   | Andy Morse             | 269                    | –19                    |                                                           |
| 2001                   | David Sutherland       | 272                    | –16                    |                                                           |
| Utah Classic           |                        |                        |                        |                                                           |
| 2002                   | Arron Oberholser       | 202                    | –14                    | Wegens slechte weer, afgewerkt in drie ronden             |
| 2003                   | Zach Johnson           | 267                    | –21                    |                                                           |
| 2004                   | Brett Wetterich        | 272                    | –16                    |                                                           |
| 2005                   | Garrett Willis         | 275                    | –13                    |                                                           |
| Utah Championship      |                        |                        |                        |                                                           |
| 2006                   | Craig Kanada           | 272                    | –16                    |                                                           |
| 2007                   | Franklin Langham       | 264                    | –20                    |                                                           |
| 2008                   | Brendon Todd           | 262                    | –22                    |                                                           |
| 2009                   | Josh Teater            | 264                    | –20                    |                                                           |
| 2010                   | Michael Putnam         | 266                    | –18                    |                                                           |
| 2011                   | J. J. Killeen          | 262                    | –22                    |                                                           |
| 2012                   | Doug LaBelle II        | 269                    | –15                    |                                                           |
| 2013                   | Steven Alker po        | 262                    | –22                    | Won de play-off van Ashley Hall                           |
| 2014                   | Andres Gonzales        | 263                    | –21                    |                                                           |

| Toernooirecord (54-holes) |  | Toernooirecord (72-holes) |  | po = winnaar na play-off |

## Trivia
- Dit toernooi is momenteel samen met de Air Capital Classic, het Boise Open en het Price Cutter Charity Championship de enige overgebleven golftoernooien die anno 1990 opgericht waren voor het eerste golfseizoen van de opleidingstour van de PGA Tour.